# .pkg
.pkg是一个文件扩展名，可用于多种檔案格式，人們可以在MacOS、IOS、PlayStation Vita、PlayStation 3和PlayStation 4等设备、操作系统或文件系统上安裝.pkg文件。